# Kody Clemens
Kody Alec Clemens (Houston, Texas, 15 de mayo de 1996), más conocido como Kody Clemens, es un jugador profesional estadounidense de béisbol que se desempeña en la posición de primera base en Philadelphia Phillies, equipo de las Grandes Ligas de Béisbol (MLB).

## Carrera
Clemens hizo su debut en la MLB con el equipo Detroit Tigers, en el cual jugó una temporada (2022), después pasó a Philadelphia Phillies, donde lleva jugando dos temporadas.